# Уиллз-Муди, Хелен
Хе́лен Ньюингтон-Уиллз-Муди-Рорк (англ. Helen Newington Wills Moody Roark; 6 октября 1905, Сентервилл, США — 1 января 1998, Кармел, США) — американская теннисистка-любительница; победительница 31 турнира Большого шлема в одиночном, женском парном и смешанном парном разрядах; двукратная олимпийская чемпионка по теннису; член Международного зала теннисной славы (1959).

## Личная жизнь
Хелен Ньюингтон-Уиллз родилась в городке Сентервилл в Калифорнии (в настоящее время район города Фримонт). Училась в Калифорнийском университете в Беркли, получив степень в области изящных искусств, и занималась живописью как во время спортивной карьеры, так и после неё. Помимо живописи она также писала книги, среди которых несколько романов, учебник теннисной игры (1928) и автобиография «15-30» (англ. Fifteen-Thirty, 1937).
В 1929 году Хелен вышла замуж за бизнесмена Фредерика Муди и до конца карьеры продолжала выступать как Уиллз-Муди. В 1937 году она развелась с Муди и через два года вышла замуж за киносценариста Эйдена Рорка.
Хелен Уиллз-Рорк умерла на девяносто третьем году жизни, 1 января 1998 года. В её честь назван институт нейрофизиологии при университете Беркли.

## Спортивные достижения
Историк тенниса Бад Коллинз пишет, что Хелен Уиллз-Муди вместе с её старшей современницей Сюзанн Ленглен на протяжении более чем полувека считалась лучшей теннисисткой всех времён и народов. При этом против Ленглен она сыграла только один раз, в 1926 году, когда ей было 20 лет, а 26-летняя Ленглен находилась на пике формы. Этот матч в Каннах Ленглен выиграла 6-3, 8-6, но вскоре после этого подписала контракт на участие в профессиональном турне, что скоро превратило Хелен Уиллз в безоговорочного лидера женского любительского тенниса.
Хелен Уиллз росла и училась играть в теннис в Калифорнии, где её соперниками часто были мужчины. Результатом стала мужская, силовая манера игры Уиллз. Впервые на Восточном побережье США она появилась в 1919 году, выиграв первенство страны среди девушек. Начиная с этого момента и до конца карьеры в 1938 году она выиграла почти четыреста матчей в турнирах всех уровней, проиграв только 35. Свой первый титул в турнирах Большого шлема она завоевала в 17 лет на чемпионате США, впоследствии выиграв этот турнир ещё шесть раз. Проиграв в своём первом финале Уимблдонского турнира в 1924 году, она затем завоевала восемь титулов на этом турнире в одиночном разряде — рекорд, побитый только в 1990 году Мартиной Навратиловой. В 1924 году, в 18 лет, она стала двукратной олимпийской чемпионкой (в одиночном и парном разряде) на Олимпиаде в Париже. Она выступала за сборную США в Кубке Уайтмен с 1923 по 1938 год, выиграв за это время 18 матчей в одиночном разряде и проиграв два, оба в 1924 году.
Уиллз-Муди принадлежит уникальный результат в истории тенниса: с 1927 по 1932 год она не проиграла ни одного сета в одиночном разряде, а всего до финала чемпионата США 1933 года, где она уступила Хелен Халл-Джейкобс, прервав третий сет финального матча из-за болей в спине, она выиграла 158 матчей подряд. После поражения от Джейкобс, рассерженная на восторженную реакцию прессы, она больше не участвовала в чемпионатах США.
В 1935 году Хелен Уиллз была признана по итогам опроса Associated Press «спортсменкой года». Газетой «Daily Telegraph», в конце каждого сезона составлявшей списки лучших теннисистов и теннисисток, она девять раз (с 1927 по 1933 год, а также в 1935 и 1938 годах) признавалась первой ракеткой мира, что является рекордом среди женщин. В 1959 году её имя было включено в списки Национального (позже Международного) зала теннисной славы.

## Стиль игры
Хелен Уиллз отличал мощный удар как слева, так и справа. По словам обладателя Большого шлема Дона Баджа, по силе удара её превосходила только Штеффи Граф. Её подача входит в число лучших за историю женского тенниса. Она предпочитала играть с задней линии, нечасто, в отличие от Ленглен, выходя к сетке, чтобы закончить розыгрыш мяча сильным ударом сверху. При этом скорость её передвижения по корту заметно уступала другим компонентам игры, и соперницам иногда удавалось это использовать, если у них получалось вовремя изменить длину удара и заставить её бегать к сетке и обратно. Такое, однако, случалось достаточно редко, так как Уиллз отличалась прекрасной интуицией и обычно знала заранее, куда соперница пошлёт мяч. За своё непоколебимое спокойствие на корте она получила от прессы прозвище «Девушка с каменным лицом» (англ. Little Miss Poker Face).

## Участие в финалах турниров Большого шлема

### Одиночный разряд (22)

#### Победы (19)
| Год  | Турнир                  | Соперница в финале         | Счёт в финале |
| ---- | ----------------------- | -------------------------- | ------------- |
| 1923 | Чемпионат США           | Молла Бьюрстедт-Мэллори    | 6-2, 6-1      |
| 1924 | Чемпионат США (2)       | Молла Бьюрстедт-Мэллори    | 6-1, 6-3      |
| 1925 | Чемпионат США (3)       | Кэтлин Маккейн             | 3-6, 6-0, 6-2 |
| 1927 | Уимблдонский турнир     | Лили де Альварес           | 6-2, 6-4      |
| 1927 | Чемпионат США (4)       | Бетти Натхолл              | 6-1, 6-4      |
| 1928 | Чемпионат Франции       | Эйлин Беннетт-Уиттингстолл | 6-1, 6-2      |
| 1928 | Уимблдонский турнир (2) | Лили де Альварес           | 6-2, 6-3      |
| 1928 | Чемпионат США (5)       | Хелен Халл-Джейкобс        | 6-2, 6-1      |
| 1929 | Чемпионат Франции (2)   | Симон Матьё                | 6-3, 6-4      |
| 1929 | Уимблдонский турнир (3) | Хелен Халл-Джейкобс        | 6-1, 6-2      |
| 1929 | Чемпионат США (6)       | Фиби Холкрофт-Уотсон       | 6-4, 6-2      |
| 1930 | Чемпионат Франции (3)   | Хелен Халл-Джейкобс        | 6-2, 6-1      |
| 1930 | Уимблдонский турнир (4) | Элизабет Райан             | 6-2, 6-2      |
| 1931 | Чемпионат США (7)       | Эйлин Беннетт-Уиттингстолл | 6-4, 6-1      |
| 1932 | Чемпионат Франции (4)   | Симон Матьё                | 7-5, 6-1      |
| 1932 | Уимблдонский турнир (5) | Хелен Халл-Джейкобс        | 6-3, 6-1      |
| 1933 | Уимблдонский турнир (6) | Дороти Раунд-Литтл         | 6-4, 6-8, 6-3 |
| 1935 | Уимблдонский турнир (7) | Хелен Халл-Джейкобс        | 6-3, 3-6, 7-5 |
| 1938 | Уимблдонский турнир (8) | Хелен Халл-Джейкобс        | 6-4, 6-0      |

#### Поражения (3)
| Год  | Турнир              | Соперница в финале      | Счёт в финале       |
| ---- | ------------------- | ----------------------- | ------------------- |
| 1922 | Чемпионат США       | Молла Бьюрстедт-Мэллори | 6-3, 6-1            |
| 1924 | Уимблдонский турнир | Кэтлин Маккейн          | 4-6, 6-4, 6-4       |
| 1933 | Чемпионат США (2)   | Хелен Халл-Джейкобс     | 8-6, 3-6, 3-0 отказ |

### Женский парный разряд (10)

#### Победы (9)
| Год  | Турнир                  | Партнёр                    | Соперницы в финале                       | Счёт в финале |
| ---- | ----------------------- | -------------------------- | ---------------------------------------- | ------------- |
| 1922 | Чемпионат США           | Мэрион Зиндерстейн-Джессап | Молла Бьюрстедт-Мэллори Эдит Сигурни     | 6-4, 7-9, 6-3 |
| 1924 | Уимблдонский турнир     | Хейзел Хочкисс-Уайтмен     | Филлис Ковелл Кэтлин Маккейн             | 6-4, 6-4      |
| 1924 | Чемпионат США (2)       | Хейзел Хочкисс-Уайтмен     | Элинор Госс Мэрион Джессап               | 6-4, 6-3      |
| 1925 | Чемпионат США (3)       | Мэри Браун                 | Мэй Банди Элизабет Райан                 | 6-4, 6-3      |
| 1927 | Уимблдонский турнир (2) | Элизабет Райан             | Ирен Боудер-Пикок Бобби Хейне            | 6-3, 6-2      |
| 1928 | Чемпионат США (4)       | Хейзел Хочкисс-Уайтмен     | Эдит Гросс Анна Маккьюн-Харпер           | 6-2, 6-2      |
| 1930 | Чемпионат Франции       | Элизабет Райан             | Симон Барбье Симон Матьё                 | 6-3, 6-1      |
| 1930 | Уимблдонский турнир (3) | Элизабет Райан             | Эдит Кросс Сара Палфри-Кук               | 6-2, 9-7      |
| 1932 | Чемпионат Франции (2)   | Элизабет Райан             | Эйлин Беннетт-Уиттингстолл Бетти Натхолл | 6-1, 6-3      |

#### Поражение (1)
| Год  | Турнир        | Партнёр        | Соперницы в финале         | Счёт в финале |
| ---- | ------------- | -------------- | -------------------------- | ------------- |
| 1933 | Чемпионат США | Элизабет Райан | Фреда Джеймс Бетти Натхолл | без игры      |

### Смешанный парный разряд (7)

#### Победы (3)
| Год  | Турнир              | Партнёр         | Соперники в финале                  | Счёт в финале |
| ---- | ------------------- | --------------- | ----------------------------------- | ------------- |
| 1924 | Чемпионат США       | Винсент Ричардс | Молла Бьюрстедт-Мэллори Билл Тилден | 6-8, 7-5, 6-0 |
| 1928 | Чемпионат США (2)   | Джон Хокс       | Эдит Гросс Эдгар Мун                | 6-1, 6-3      |
| 1924 | Уимблдонский турнир | Фрэнк Хантер    | Джоан Фрай-Лейкмен Иэн Коллинз      | 6-1, 6-4      |

#### Поражения (4)
| Год  | Турнир                | Партнёр      | Соперники в финале                   | Счёт в финале |
| ---- | --------------------- | ------------ | ------------------------------------ | ------------- |
| 1922 | Чемпионат США         | Говард Кинси | Мэри Браун Билл Тилден               | 4-6, 3-6      |
| 1928 | Чемпионат Франции     | Фрэнк Хантер | Эйлин Беннетт-Уиттингстолл Анри Коше | 6-3, 3-6, 3-6 |
| 1929 | Чемпионат Франции (2) | Фрэнк Хантер | Эйлин Беннетт-Уиттингстолл Анри Коше | 3-6, 2-6      |
| 1929 | Чемпионат Франции (3) | Сидни Вуд    | Бетти Натхолл Фред Перри             | 4-6, 2-6      |